# Phil Bastiaans
Philippe 'Phil' Bastiaans (Maastricht, 1 augustus 1973) is een Nederlandse autocoureur en zakenman. Bastiaans is de huidige kampioen in het Dutch HTC GT4 Championship, algemeen beschouwd als de koningsklasse van de Nederlandse autosport. In zijn lange carrière werd Bastiaans onder meer Nederlands kampioen in de Renault Clio Cup (1996), Renault Megáne Cup (1998) en Alfa 147 GTA Challenge (2004). In 1998 won hij tevens de internationale Renault Mégane Cup en in 2002 won hij de Europese Renault Clio Cup. Sinds 2008 runt de in Beek woonachtige Bastiaans met zijn vrouw een autosportevenementenbedrijf. Daarnaast is Bastiaans werkzaam als rijinstructeur bij Porsche.